# موته (اردن)
موته (به عربی: مؤتة) یک شهر در اردن است که در استان کرک واقع شده‌است. موته ۲۲٬۳۰۰ نفر جمعیت دارد و ۸۲۰ متر بالاتر از سطح دریا واقع شده‌است. مقبره جعفرطیار در این شهر قرار دارد.